# Inmigración dominicana a Puerto Rico
El intercambio migratorio entre la República Dominicana y Puerto Rico no es un fenómeno reciente, aunque se ha agudizado en las últimas décadas, teniendo un impacto económico, político y cultural tanto en el país emisor como en el receptor. La comunidad quisqueyana que reside actualmente en la isla comenzó a migrar a partir de 1961, tras el asesinato del dictador Rafael Leónidas Trujillo y luego que fueran levantadas sus rigurosas restricciones. Esta migración continuó a lo largo de las décadas siguientes, estimulada por la precaria situación económica en la República Dominicana, por las diferencias salariales con Puerto Rico y por el deseo de entrar a los Estados Unidos. La inmigración dominicana a la isla se puede dividir en tres olas migratorias. La primera es la migración de profesionales miembros del sector intelectual de la comunidad dominicana, durante los setenta. La segunda fue la salida entre 1970 y 1982 de numerosas personas de los sectores obreros, con mayores niveles educativos y habilidades técnicas, quienes viajaron a Puerto Rico buscando mejores oportunidades económicas. La tercera, entre 1983-1996 fue la llegada de un número significativo de dominicanos del sector trabajador (muchos de ellos indocumentados) quienes salieron de República Dominicana tras la intensificación de la crisis económica durante el gobierno Balaguer.
Se desconoce con exactitud cuál es el tamaño de la comunidad dominicana en Puerto Rico, pero para 2010 había 68, 036 residentes de origen dominicano. A partir de los setentas la migración dominicana provenía mayormente de zonas urbanas y de los sectores más pobres de la población dominicana. Esta comunidad se establece principalmente en los centros urbanos de Puerto Rico. En 1980, la mayoría de la población dominicana vivía en las áreas metropolitanas de San Juan, Caguas, Ponce y Mayagüez. Cerca del 85 % reside en San Juan, mientras que alrededor del 3 % en Caguas y otro 3 % en Ponce. Alrededor de la mitad de los dominicanos están concentrados en los municipios de San Juan, particularmente en los distritos centrales de Santurce. Un gran grupo de dominicanos también vive en Río Piedras, parte de San Juan y el municipio de Carolina.
En la actualidad esta población se incorpora en labores de servicio del sector secundario, así como la amplia economía subterránea que existe en Puerto Rico. El término de economía subterránea es una definición de Duany, Hernández y Rey en su estudio de la inmigración dominicana a Puerto Rico, esta definición no necesariamente se refiere a algo ilegal, sino que incluye todo tipo de gestiones económicas que no están reguladas por pautas de la economía formal o están sancionadas por el Estado.
El dominicano ha llegado a desempeñarse en el sector del empleo informal: la empleada doméstica, el empleado de construcción, el trabajo de la finca de café. Durante los años 40, dominicanos de clase media lograban tener acceso a estudios universitarios, lo que trajo como consecuencia la percepción de que estas carreras resultan humillantes para los puertorriqueños. Trabajos manuales y domésticos son rechazados como rezago de la explotación del campesino y de la extrema pobreza vivida, lo que lógicamente se perciben como inferiores. Este campo laboral se caracteriza por bajos salarios, pobres condiciones de trabajo, limitadas oportunidades de movilidad ascendente y estabilidad laboral.
A partir de la crisis agrícola en Puerto Rico se les debe a los inmigrantes dominicanos el mantenimiento de la industria agrícola, especialmente para los caficultores que les ha sido esencial la contratación de obreros dominicanos. Uno de los caficultores indica que, “si no fuera por los dominicanos, el café hubiera desaparecido”. Alegan que los puertorriqueños al ya no querer trabajar en la agricultura, son los dominicanos los que también los ayudan a vender otros productos de sus fincas.

## Discriminación
La inmigración dominicana contemporánea ha generado más hostilidad que la inmigración cubana en Puerto Rico. Las causas del creciente discurso anti-dominicano incluye la condición legal de los inmigrantes (muchos son indocumentados), la composición socioeconómica (muchos son de clase baja), género (la mayoría son mujeres) y sobre todo la apariencia racial (muchos son negros o mulatos). Otras razones para el rechazo de los inmigrantes es que rompe la composición hegemónica en Puerto Rico, conformada por los descendientes voluntarios o involuntarios que llegan a partir de 1493; fuera de la experiencia del 1898 cuando la isla fue receptora no consultada de la nación dominante Estados Unidos, Puerto Rico no había sido expuestos a olas migratorias masivas. La primera ola migratoria masiva fue el exilio cubano 1958. Además añade a la dimensión de la creciente criminalidad asociada con los narcotraficantes en el Caribe para la cual se necesitan chivos expiatorios. A pesar del conocimiento de magnates de Puerto Rico en el narcotráfico, se comenzó a resaltar la nacionalidad del ciudadano de República Dominicana asociados con estos incidentes. La representación dominante de los dominicanos en Puerto Rico se enfatiza en orígenes de base pobre, bajo nivel educativo y capacidad intelectual limitada
Aunque, Puerto Rico y la República Dominicana son en la mayoría hecha de gente mezclada de Europeo, Africano y Taíno, sangre europea es mucho más fuerte en Puerto Rico en la mayoría de personas, mientras sangre africana es más fuerte en la República Dominicana, tan una diferencia que se puede notar. En Puerto Rico no tienen las mismas clasificaciones étnicas que en República Dominicana, eso es por la diferencia en eventos historicos principalmente después de 1700 y influencia de los Estados Unidos y Haití, aparte de la de España. La mayoría de los inmigrantes dominicanos son vistos como negros o prietos, morenos o trigueños. Consecuentemente reciben los estigmas, el estereotipo, prejuicio y discriminación a los cuales las personas de orígenes africanos están sujetas. 
Los dominicanos en Puerto Rico han recibido la hostilidad abierta y pública que se había dirigido hacia los cubanos durante 1960 hasta el 1970. De la discriminación trajo como consecuencia la creación de chiste étnico. Es precisamente en el humor donde se va formando el estereotipo de un dominicano ignorante y poco diestro que no se puede “asimilar” a la población puertorriqueña. El chiste demarca una frontera abiertamente hostil y va trazando las coordenadas de exclusión de una población además de exagerar las diferencias entre un sector migrante dominicano y un sector puertorriqueño. En el libro Caribe two ways dice que el chiste ejerce la función en modos de la legitimación de la nacionalidad puertorriqueña y se convierte en un recurso autenticarla. No todos de la población puertorriqueña tienen sentimientos negativos contra la comunidad dominicana, y en comparación a la relación Dominicano-Haitiano, Dominicanos se llevan mucho mejor con los puertorriqueños que su otro vecinos. Hay mucho matrimonios entre puertorriqueños y dominicanos, y mucha gente mezclado con los dos en Puerto Rico.
El crecimiento en la popularidad de sentimiento anti-dominicano en las pasadas décadas ha ocasionado que obras literarias en la isla hayan comenzado a articular y a criticar esta tendencia. Un ejemplo es el cuento corto de Magali García Ramis del 1995 Relato del dominicano que pasó por puertorriqueño y pudo emigrar a mejor vida a los Estados Unidos. Historia con un tono humorístico que narra el intento de un dominicano indocumentado de piel clara que engaña las autoridades inmigratorias haciéndose pasar por un puertorriqueño. Al realizar esta hazaña el nos solo cruza una frontera geográfica entre Puerto Rico y Estados Unidos, sino que también una barrera cultural entre Puerto Rico y República Dominicana.

## La inmigración ilegal
Los económicamente poderosos o trabajadores con contactos suelen apropiarse para los mecanismos para emigrar. Para algunos trabajadores y profesionales la situación se dificulta. Cuando los mecanismos legítimos imposibilitan, la inmigración indocumentada en yola, se torna en la única línea legal para migrar para muchos. La yola es una pequeña y frágil embarcación de madera que se usa para cruzar de República Dominicana a Puerto Rico, algunas a veces tienen motor. Los inmigrantes cruzan el Canal de la Mona de 60 millas (96 km) entre República Dominicana y Puerto Rico en las yolas pagando alrededor de 600 dólares.

## Aporte cultural
El merengue ha sido el punto de contacto entre la comunidad puertorriqueña y dominicana, por la amplia popularidad en las pasadas tres décadas. La música fue un modo de incorporarse al nuevo asentamiento, dada la amplia aceptación que ha gozado este género en Puerto Rico. Durante los años 90 ocurrió la apropiación de este género por una serie de intérpretes boricuas como Olga Tañón, Jailene Cintrón y Manny Manuel, entre otros. El merengue tiene dos funciones, por un lado, un vínculo con el país de origen, pero por otro lado es como frontera en la cual la comunidad dominicana marca su presencia y reconfigura su identidad en relación con la experiencia migratoria.